# Розчарування (телесеріал)
«Розчарування» (англ. Disenchantment) — американський анімаційний серіал для дорослих, створений творцем «Сімпсонів» і «Футурами» Меттом Ґрейнінґом для компанії «Netflix». Прем'єра серіалу відбулася 17 серпня 2018 року.

## Сюжет
Сюжет мультсеріалу розповідає про принцесу-алкоголічку Бін, яка втекла зі свого весілля, щоб самостійно творити свою долю. В пригодах її супроводжують ельф Ельфо та демон Люцик.

## Персонажі
Основні
- Принцеса Тіабіні Маріабіні Де Ла Рошамбо П'янковіч (Бін) — головна героїня серіалу. Принцеса Дрімландії. Має сильну пристрасть до алкоголю.
- Ельфо — головний герой серіалу. Вісімнадцятирічний напівельф. Втікає зі своєї рідної країни ельфів, бо хоче пізнати «людське нещастя». Хороший друг Бін, намагається оберігати її від бід або від шкідливих порад Люцика. Таємно закоханий в неї, але вона не відповідає йому взаємністю. Довгий час був об'єктом досліджень королівського мага, бо нібито кров ельфів містить магію.
- Люцик — «особистий демон» Бін, якого всі інші приймають за кота, що може говорити. Постійно потурає вадам Бін і всіляко намагається втягнути її у щораз нову авантюру.
- Король Зоґ — король Дрімландії і батько Бін. У минулому — великий воїн, нині ж страждає від зайвої ваги та ненажерства. Славиться поганим характером.
- Королева Уна — королева Дрімландії, друга дружина короля Зоґа, мачуха Бін. Уна — земноводна істота з королівства Денкмайр. Була взята в дружини королем Дрімландії, щоб зміцнити союз між королівствами.
- Королева Даґмар — королева Дрімландії, перша дружина короля Зоґа, рідна мати Бін. Випадково випила отруту, призначену королю Зоґу і перетворилася на кам'яну статую. П'ятнадцять років король Зоґ безуспішно намагався повернути дружину. Після того як Даґмар ожила, вона використала цю другу нагоду, щоб перетворити Дрімланд на камінь, звинувачуючи Уну та вдаючи, нібито щиро піклується про Бін. Після того як вона напала на Дрімленд, примусила Бін піти з нею до Мару, де зустрічається з Клойдом і Бекі, її рідними братом і сестрою.
- Принц Дерек — син короля Зоґа і королеви Уни, єдинокровний брат Бін. Спадкоємець престолу.
- Одвал — триокий радник короля Зоґа.
- Сорсеріо — придворний маг.
- Сір Пендерґаст — одноокий лицар, командир збройних сил Дрімландії.

Другорядні
- Архідруїдка— релігійна провідниця Дрімландії. Виявилась шпигункою Стімленду.
- Принц Меркімер — наречений Бін з королівства Бентвуд, перетворений на свиню.
- Геральд — придворний короля Зоґа, що оголошує прибулих гостей і повідомляє новини.
- Банті — служниця Бін, дружина Стена, мати безлічі дітей.
- Стен — королівський кат, чоловік Банті.

## У ролях
- Еббі Джейкобсон[en] — принцеса Бін
- Ерік Андре[en] — Люцик
- Нат Факсон — Ельфо
- Джон ДіМаджіо — король Зоґ
- Тресс МакНілл — королева Уна
- Метт Беррі — принц Меркімер
- Моріс Ламарш — Одвал
- Шерон Горґан[en] — королева Даґмар

## Виробництво
Мультсеріал від творців Серіалів «Сімпсони» та «Футурама» Мета Ґрейнінґа знято у його «фірмовому стилі». Анімацією займалася студія Rough Draft Studios, відповідальна за «Футураму». У липні 2017 року стало відомо, що корінний австралійський репер Briggs є частиною творчого колективу.

## Епізоди
Серіал нараховує 50 серій. Сезони розбито на п'ять частин по 10 серій у кожній. Перша частина вийшла у серпні 2018 року, друга — у вересні 2019 року, третя — у січні 2021 року, четверта — у лютому 2022 року, п'ята — у вересні 2023 року.

## Українське озвучення
Українською мовою серіал було дубльовано студією «Postmodern» 2023 року.